# 12541 Makarska
12541 Makarska este un asteroid din centura principală de asteroizi.

## Descriere
12541 Makarska este un asteroid din centura principală de asteroizi. A fost descoperit pe 15 august 1998 la Visnjan de Observatorul din Višnjan. Asteroidul prezintă o orbită caracterizată de o semiaxă mare de 3,01 ua, o excentricitate de 0,12 și o înclinație de 11,2° în raport cu ecliptica.